# Holmbach (Haselbach)
Der Holmbach ist ein Fließgewässer im bayerischen Landkreis Bad Tölz-Wolfratshausen. Er entsteht westlich des Hochmoores Auer Filz beim Weiler Karpfsee und bildet nach dem Zusammenfluss mit dem Auer Bach den Haselbach.